# マシュー・エザリントン
マシュー・エザリントン（Matthew Etherington, 1981年8月14日 - ）は、イングランド、コーンウォール州トゥルーロ出身の元サッカー選手、サッカー指導者。現役時代のポジションはミッドフィールダー（左サイドハーフ）。

## 所属クラブ
- ピーターバラ・ユナイテッドFC 1997-2000
- トッテナム・ホットスパーFC 2000-2003

→ ブラッドフォード・シティAFC 2001 (レンタル)
- ウェストハム・ユナイテッドFC 2003-2009
- ストーク・シティFC 2009-2014